# مورتون هالبرين
مورتون هالبرين (بالإنجليزية: Morton Halperin)‏ هو عالم سياسة أمريكي، ولد في 13 يونيو 1938.

## وصلات خارجية
- مورتون هالبرين على موقع IMDb (الإنجليزية)
- مورتون هالبرين على موقع قاعدة بيانات الفيلم (الإنجليزية)